# Abdulgazino
Abdulgazino (tiếng Nga: Абдулгазино; tiếng Bashkir: Әбделғәзе, Äbdelğäze) là một ngôi làng ở Amangildinsky Selsoviet, huyện Abzelilovsky, Bashkortostan, Nga. Dân số là 295 người vào năm 2010. Tại đây có tất cả là 5 tuyến đường.

## Địa lý
Làng cách Askarovo 29 km, cách Amangildino 5 km và cách ga tàu hoả gần nhất khoảng 82 km.

## Dân tộc
Ngôi làng có người ở Bashkirs và những người khác.